# 早安少女組。之突然出現的葫蘆島
「早安少女組。之突然出現的葫蘆島」（モーニング娘。のひょっこりひょうたん島）是日本的女子偶像組合「早安少女組。」的第17张单曲，於2003年2月19日由zetima发售。

## 概要
- 「早安少女組。之突然出現的葫蘆島」是早安少女組。出道以來第1首翻唱歌曲，原曲為「突然出現的葫蘆島」。
- 當時已加入的六期成員沒有參與本單曲。
- 此單曲只有「CD ONLY」1個版本。
- 在3月3日於公信榜单曲週排行榜取得第4位。

## 收錄内容

### CD
1. 早安少女組。之突然出現的葫蘆島
（作詞：井上ひさし、山元護久　作曲：宇野誠一郎　編曲：小西貴雄）
2. 寶石箱（宝石箱）
（作詞・作曲：淳君 編曲：鈴木俊介）
3. 早安少女組。之突然出現的葫蘆島 (Instrumental)